# Al Shabab FC (Riyadh)
Câu lạc bộ bóng đá Al-Shabab (tiếng Ả Rập: نادي الشباب; n.đ. 'câu lạc bộ bóng đá trẻ') là một câu lạc bộ bóng đá chuyên nghiệp của Ả Rập Xê Út có trụ sở tại Riyadh, hiện thi đấu ở Giải Vô địch quốc gia Ả Rập Xê Út. Thành lập năm 1947 với tên gọi Shabab Al Riyadh (شباب الرياض; n.đ. 'Tuổi trẻ Riyadhi'), câu lạc bộ được đổi tên thành Al Shabab năm 1967.

## Đội hình
Tính đến ngày 9 tháng 7 năm 2022